# Parafia Najświętszej Maryi Panny Królowej Polski w Stawie Lubelskim
Parafia Najświętszej Maryi Panny Królowej Polski w Stawie – parafia rzymskokatolicka, znajdująca się w archidiecezji lubelskiej, w dekanacie Chełm – Zachód.

## Zasięg parafii
Do parafii należą wierni z następujących miejscowości: Krobonosz, Ochoża-Kolonia, Ochoża, Parypse, Staw.